# Athlétisme aux Jeux panaméricains de 1987
Navigation
Les épreuves d'athlétisme des Jeux panaméricains de 1987 se déroulent en août 1987 au IU Michael A. Carroll Track & Soccer Stadium d'Indianapolis, aux États-Unis.

## Podiums

### Hommes
| Épreuve              | Or                                                                             | Argent                                                                             | Bronze                                                                     |
| -------------------- | ------------------------------------------------------------------------------ | ---------------------------------------------------------------------------------- | -------------------------------------------------------------------------- |
| 100 mètres           | Lee McRae 10 s 26                                                              | Ray Stewart 10 s 27                                                                | Juan Núñez 10 s 44                                                         |
| 200 mètres           | Floyd Heard 20 s 25                                                            | Robson da Silva 20 s 49                                                            | Wallace Spearmon Sr. 20 s 53                                               |
| 400 mètres           | Raymond Pierre 44 s 60                                                         | Bert Cameron 44 s 72                                                               | Roberto Hernández 45 s 13                                                  |
| 800 mètres           | Johnny Gray 1 min 46 s 79                                                      | José Luíz Barbosa 1 min 47 s 37                                                    | Stanley Redwine 1 min 47 s 73                                              |
| 1 500 mètres         | Joaquim Cruz 3 min 47 s 34                                                     | Jim Spivey 3 min 47 s 46                                                           | Steve Scott 3 min 47 s 76                                                  |
| 5 000 mètres         | Arturo Barrios 13 min 31 s 40                                                  | Adauto Domingues 13 min 46 s 41                                                    | Omar Aguilar 13 min 47 s 86                                                |
| 10 000 mètres        | Bruce Bickford 28 min 20 s 37                                                  | Rolando Vera 28 min 22 s 56                                                        | Paul McCloy 28 min 38 s 07                                                 |
| Marathon             | Ivo Rodrigues 2 h 20 min 13 s                                                  | Ronald Lanzoni 2 h 20 min 39 s                                                     | Jorge González 2 h 21 min 14 s                                             |
| 3 000 mètres steeple | Adauto Domingues 8 min 23 s 26                                                 | Henry Marsh 8 min 23 s 77                                                          | Brian Abshire 8 min 27 s 30                                                |
| 110 mètres haies     | Andrew Parker 13 s 82w                                                         | Modesto Castillo 13 s 96w                                                          | Ernesto Torres 14 s 68w                                                    |
| 400 mètres haies     | Winthrop Graham 48 s 49                                                        | Kevin Young 48 s 74                                                                | Dave Patrick 49 s 47                                                       |
| 20 km marche         | Carlos Mercenario 1 h 24 min 50 s                                              | Tim Lewis 1 h 25 min 50 s                                                          | Querubín Moreno 1 h 27 min 08 s                                            |
| 50 km marche         | Martín Bermúdez 3 h 58 min 54 s                                                | Raúl González 4 h 7 min 27 s                                                       | Héctor Moreno 4 h 18 min 48 s                                              |
| 4 × 100 mètres       | États-Unis Carl Lewis Lee McNeill Lee McRae Harvey Glance 38 s 41              | Cuba Andrés Simón Leandro Peñalver Maximo Sergio Querol Ricardo Chacón 38 s 86     | Jamaïque Ray Stewart Andrew Smith Clive Wright John Mair 38 s 86           |
| 4 × 400 mètres       | États-Unis Raymond Pierre Kevin Robinzine Roddie Haley Mark Rowe 2 min 59 s 54 | Cuba Agustín Pavó Lazaro Martínez Roberto Hernández Leandro Peñalver 2 min 59 s 72 | Jamaïque Winthrop Graham Mark Senior Berris Long Devon Morris 3 min 3 s 57 |
| Saut en hauteur      | Javier Sotomayor 2,32 m                                                        | Troy Kemp 2,28 m                                                                   | Jerome Carter 2,28 m                                                       |
| Saut à la perche     | Mike Tully 5,71 m                                                              | Rubén Camino 5,50 m                                                                | Scott Davis 5,30 m                                                         |
| Saut en longueur     | Carl Lewis 8,75 m                                                              | Larry Myricks 8,58 m w                                                             | Jaime Jefferson 8,51 m                                                     |
| Triple saut          | Mike Conley 17,31 m w                                                          | Willie Banks 16,87 m w                                                             | Frank Rutherford 16,68 m w                                                 |
| Lancer du poids      | Gert Weil 20,21 m                                                              | Gregg Tafralis 20,17 m                                                             | Paul Ruiz 18,86 m                                                          |
| Lancer du disque     | Luis Delís 67,14 m                                                             | Bradley Cooper 64,56 m                                                             | Randy Heisler 62,76 m                                                      |
| Lancer du marteau    | Jud Logan 77,24 m                                                              | Andrés Charadía 69,36 m                                                            | Vicente Sánchez 66,02 m                                                    |
| Lancer du javelot    | Duncan Atwood 78,68 m                                                          | Ramón González 75,58 m                                                             | Modèle:MAX-d Juan de la Garza 73,76 m                                      |
| Décathlon            | Mike Gonzales 7 649 pts                                                        | Keith Robinson 7 573 pts                                                           | Gordon Orlikow 7 441 pts                                                   |

### Femmes
| Épreuve              | Or                                                                                       | Argent                                                                                  | Bronze                                                                            |
| -------------------- | ---------------------------------------------------------------------------------------- | --------------------------------------------------------------------------------------- | --------------------------------------------------------------------------------- |
| 100 mètres           | Gail Devers 11 s 14                                                                      | Diane Williams 11 s 25                                                                  | Pauline Davis 11 s 47                                                             |
| 200 mètres           | Gwen Torrence 22 s 52w                                                                   | Randy Givens 22 s 71w                                                                   | Pauline Davis 22 s 99w                                                            |
| 400 mètres           | Ana Fidelia Quirot 50 s 27                                                               | Jillian Richardson 50 s 35                                                              | Denean Howard 50 s 72                                                             |
| 800 mètres           | Ana Fidelia Quirot 1 min 59 s 06                                                         | Delisa Walton-Floyd 2 min 00 s 54                                                       | Soraya Telles 2 min 00 s 56                                                       |
| 1 500 mètres         | Linda Sheskey 4 min 07 s 84                                                              | Debbie Bowker 4 min 08 s 43                                                             | Brit McRoberts 4 min 11 s 35                                                      |
| 3 000 mètres         | Mary Knisely 9 min 06 s 75                                                               | Angela Chalmers 9 min 14 s 48                                                           | Leslie Seymour 9 min 19 s 26                                                      |
| 10 000 mètres        | Marty Cooksey 33 min 00 s 00                                                             | Nancy Tinari 33 min 02 s 41                                                             | Patty Murray 33 min 38 s 12                                                       |
| Marathon             | María del Carmen Cárdenas 2 h 52 min 06 s                                                | Debbie Warner 2 h 54 min 49 s                                                           | Maribel Durruty 2 h 56 min 21 s                                                   |
| 100 mètres haies     | LaVonna Martin 12 s 81                                                                   | Stephanie Hightower 12 s 82                                                             | Aliuska López 12 s 91                                                             |
| 400 mètres haies     | Judi Brown-King 54 s 23                                                                  | Sandra Farmer 54 s 59                                                                   | LaTanya Sheffield 56 s 15                                                         |
| 10 000 mètres marche | María Colín 47 min 17 s 2                                                                | Ann Peel 47 min 18 s 0                                                                  | Maryanne Torrellas 47 min 35 s 1                                                  |
| 4 × 100 mètres       | États-Unis Gail Devers Michelle Finn-Burrell Gwen Torrence Sheila Echols 42 s 91         | Cuba Susana Armenteros Eusebia Riquelme Liliana Allen Aliuska López 44 s 16             | Brésil Claudilea dos Santos Cleide Amaral Inês Ribeiro Sheila de Oliveira 45 s 37 |
| 4 × 400 mètres       | États-Unis Diane Dixon Rochelle Stevens Valerie Brisco-Hooks Denean Howard 3 min 23 s 35 | Canada Jillian Richardson Marita Payne Charmaine Crooks Molly Killingbeck 3 min 29 s 18 | Jamaïque Sandie Richards Ilrey Oliver Vivienne Spence Cathy Rattray 3 min 29 s 50 |
| Saut en hauteur      | Coleen Sommer 1,96 m                                                                     | Silvia Costa 1,92 m                                                                     | Mazel Thomas 1,88 m                                                               |
| Saut en longueur     | Jackie Joyner-Kersee 7,45 m                                                              | Jennifer Inniss 6,85 m                                                                  | Eloína Echevarría 6,42 m                                                          |
| Lancer du poids      | Ramona Pagel 18,56 m                                                                     | María Elena Sarría 18,12 m                                                              | Belsis Laza 18,06 m                                                               |
| Lancer du disque     | Maritza Martén 65,58 m                                                                   | Hilda Ramos 61,34 m                                                                     | Connie Price 59,52 m                                                              |
| Lancer du javelot    | Ivonne Leal 63,70 m                                                                      | María Caridad Colón 61,66 m                                                             | Marieta Riera 57,10 m                                                             |
| Heptathlon           | Cindy Greiner 6 184 pts                                                                  | Connie Polman-Tuin 5 862 pts                                                            | Jolanda Jones 5 823 pts                                                           |

## Résultats détaillés

### 100 m
| Rang | Pays                        | Athlète          | Temps   |
| ---- | --------------------------- | ---------------- | ------- |
| 1    | États-Unis                  | Lee McRae        | 10 s 26 |
| 2    | Jamaïque                    | Raymond Stewart  | 10 s 27 |
| 3    | République dominicaine      | Juan Núñez       | 10 s 44 |
| 4    | Cuba                        | Leandro Penalver | 10 s 53 |
| 5    | Cuba                        | Andrés Simón     | 10 s 55 |
| 6    | Jamaïque                    | Andrew Smith     | 10 s 62 |
| 7    | Îles Vierges des États-Unis | Greg Barnes      | 10 s 63 |

| Rang | Pays       | Athlète           | Temps   |
| ---- | ---------- | ----------------- | ------- |
| 1    | États-Unis | Gail Devers       | 11 s 14 |
| 2    | États-Unis | Diane Williams    | 11 s 25 |
| 3    | Bahamas    | Pauline Davis     | 11 s 47 |
| 4    | Cuba       | Liliana Allen     | 11 s 51 |
| 5    | Cuba       | Eusebia Riquelme  | 11 s 65 |
| 6    | Jamaïque   | Vivienne Spence   | 11 s 73 |
| 7    | Canada     | Angela Phipps     | 11 s 82 |
| 8    | Canada     | Molly Killingbeck | 11 s 98 |

### 200 m
| Rang | Pays       | Athlète          | Temps   |
| ---- | ---------- | ---------------- | ------- |
| 1    | États-Unis | Floyd Heard      | 20 s 25 |
| 2    | Brésil     | Robson da Silva  | 20 s 49 |
| 3    | États-Unis | Wallace Spearmon | 20 s 53 |
| 4    | Cuba       | Leandro Peñalver | 20 s 73 |
| 5    | Jamaïque   | Clive Wright     | 20 s 73 |
| 6    | Brésil     | Arnaldo da Silva | 20 s 81 |
| 7    | Cuba       | Félix Stevens    | 21 s 11 |
| 8    | Jamaïque   | John Mair        | 21 s 22 |

| Rang | Pays       | Athlète           | Temps   |
| ---- | ---------- | ----------------- | ------- |
| 1    | États-Unis | Gwen Torrence     | 22 s 52 |
| 2    | États-Unis | Randy Givens      | 22 s 71 |
| 3    | Bahamas    | Pauline Davis     | 22 s 99 |
| 4    | Canada     | Angela Phipps     | 23 s 22 |
| 5    | Jamaïque   | Vivienne Spence   | 23 s 59 |
| 6    | Cuba       | Esther Petitón    | 23 s 67 |
| 7    | Cuba       | Susana Armenteros | 23 s 81 |
| 8    | Barbade    | Yolande Straughn  | 24 s 16 |

### 400 m
| Rang | Pays              | Athlète           | Temps   |
| ---- | ----------------- | ----------------- | ------- |
| 1    | États-Unis        | Raymond Pierre    | 44 s 60 |
| 2    | Jamaïque          | Bert Cameron      | 44 s 72 |
| 3    | Cuba              | Roberto Hernández | 45 s 13 |
| 5    | Panama            | Hector Daley      | 45 s 56 |
| 5    | Trinité-et-Tobago | Ian Morris        | 45 s 56 |
| 6    | Barbade           | Elvis Forde       | 45 s 56 |
| 7    | Cuba              | Lazaro Martínez   | 45 s 57 |
| 8    | Jamaïque          | Berris Long       | 46 s 25 |

| Rang | Pays       | Athlète            | Temps   |
| ---- | ---------- | ------------------ | ------- |
| 1    | Cuba       | Ana Fidelia Quirot | 50 s 27 |
| 2    | Canada     | Jillian Richardson | 50 s 35 |
| 3    | États-Unis | Denean Howard      | 50 s 72 |
| 4    | États-Unis | Diane Dixon        | 50 s 79 |
| 5    | Brésil     | María Figueiredo   | 51 s 93 |
| 6    | Colombie   | Norfalia Carabalí  | 52 s 13 |
| 7    | Canada     | Marita Payne       | 52 s 14 |
| 8    | Jamaïque   | Sandie Richards    | 52 s 89 |

### 800 m
| Rang | Pays       | Athlète            | Temps         |
| ---- | ---------- | ------------------ | ------------- |
| 1    | États-Unis | Johnny Gray        | 1 min 46 s 79 |
| 2    | Brésil     | José Luiz Barbosa  | 1 min 47 s 37 |
| 3    | États-Unis | Stanley Redwine    | 1 min 47 s 73 |
| 4    | Venezuela  | William Wuyke      | 1 min 48 s 34 |
| 5    | Chili      | Pablo Squella      | 1 min 48 s 39 |
| 6    | Mexique    | Mauricio Hernández | 1 min 48 s 96 |
| 7    | Canada     | Paul Osland        | 1 min 48 s 99 |
| 8    | Chili      | Manuel Balmaceda   | 1 min 51 s 77 |

| Rang | Pays       | Athlète            | Temps         |
| ---- | ---------- | ------------------ | ------------- |
| 1    | Cuba       | Ana Fidelia Quirot | 1 min 59 s 06 |
| 2    | États-Unis | Delisa Floyd       | 2 min 00 s 54 |
| 3    | Brésil     | Soraya Telles      | 2 min 00 s 56 |
| 4    | États-Unis | Essie Washington   | 2 min 04 s 66 |
| 5    | Porto Rico | Angelita Lind      | 2 min 04 s 83 |
| 6    | Canada     | Renée Belanger     | 2 min 07 s 54 |
| 7    | Bermudes   | Jennifer Fisher    | 2 min 09 s 37 |
| 8    | Colombie   | Norfalia Carabalí  | 2 min 09 s 72 |

### 1 500 m
| Rang | Pays       | Athlète           | Temps         |
| ---- | ---------- | ----------------- | ------------- |
| 1    | Brésil     | Joaquim Cruz      | 3 min 47 s 34 |
| 2    | États-Unis | Jim Spivey        | 3 min 47 s 46 |
| 3    | États-Unis | Steve Scott       | 3 min 47 s 76 |
| 4    | Canada     | David Campbell    | 3 min 48 s 77 |
| 5    | Canada     | Dave Reid         | 3 min 49 s 25 |
| 6    | Mexique    | Mauricio Gonzalez | 3 min 50 s 01 |
| 7    | Bermudes   | Michael Watson    | 3 min 51 s 55 |
| 8    | Mexique    | Rafael Martínez   | 3 min 52 s 15 |

| Rang | Pays       | Athlète             | Temps         |
| ---- | ---------- | ------------------- | ------------- |
| 1    | États-Unis | Linda Sheskey       | 4 min 07 s 84 |
| 2    | Canada     | Debbie Bowker       | 4 min 08 s 43 |
| 3    | Canada     | Brit McRoberts      | 4 min 11 s 35 |
| 4    | Brésil     | Soraya Telles       | 4 min 14 s 64 |
| 5    | États-Unis | Diana Richburg      | 4 min 15 s 04 |
| 6    | Porto Rico | Angelita Lind       | 4 min 25 s 68 |
| 7    | Salvador   | Kriscia García      | 4 min 34 s 29 |
| 8    | Paraguay   | Natividad Fernández | 4 min 41 s 50 |

### 3 000/5 000 m
| Rang | Pays       | Athlète           | Temps          |
| ---- | ---------- | ----------------- | -------------- |
| 1    | Mexique    | Arturo Barrios    | 13 min 31 s 40 |
| 2    | Brésil     | Adaúto Domingues  | 13 min 46 s 41 |
| 3    | Chili      | Omar Aguilar      | 13 min 47 s 86 |
| 4    | Canada     | Carey Nelson      | 13 min 53 s 61 |
| 5    | Argentine  | Marcelo Cascabelo | 13 min 56 s 91 |
| 6    | Argentine  | António Silio     | 14 min 13 s 44 |
| 7    | Mexique    | Marcos Barreto    | 14 min 15 s 57 |
| 8    | Porto Rico | Carlos Quiñones   | 14 min 16 s 13 |

| Rang | Pays         | Athlète            | Temps         |
| ---- | ------------ | ------------------ | ------------- |
| 1    | États-Unis   | Mary Knisely       | 9 min 06 s 75 |
| 2    | Canada       | Angela Chalmers    | 9 min 14 s 48 |
| 3    | États-Unis   | Leslie Seymour     | 9 min 19 s 26 |
| 4    | Canada       | Susan Lee          | 9 min 21 s 91 |
| 5    | Brésil       | Carmen de Oliveira | 9 min 22 s 62 |
| 6    | Îles Caïmans | Michelle Bush      | 9 min 35 s 52 |
| 7    | Chili        | Mónica Regonessi   | 9 min 50 s 08 |
| 8    | Mexique      | Isabel Juárez      | 9 min 55 s 58 |

### 10 000 m
| Rang | Pays       | Athlète           | Temps          |
| ---- | ---------- | ----------------- | -------------- |
| 1    | États-Unis | Bruce Bickford    | 28 min 20 s 37 |
| 2    | Équateur   | Rolando Vera      | 28 min 22 s 56 |
| 3    | Canada     | Paul McCloy       | 28 min 38 s 07 |
| 4    | Chili      | Omar Aguilar      | 29 min 06 s 48 |
| 5    | Colombie   | Domingo Tibaduiza | 29 min 34 s 21 |
| 6    | Mexique    | José Luis Chuela  | 29 min 36 s 14 |
| 7    | Guam       | Hugo García       | 29 min 36 s 43 |
| 8    | Pérou      | Roger Soler       | 29 min 50 s 21 |

| Rang | Pays         | Athlète            | Temps          |
| ---- | ------------ | ------------------ | -------------- |
| 1    | États-Unis   | Marty Cooksey      | 33 min 00 s 00 |
| 2    | Canada       | Nancy Tinari       | 33 min 02 s 51 |
| 3    | États-Unis   | Patti Murray       | 33 min 38 s 12 |
| 4    | Chili        | Mónica Regonessi   | 33 min 48 s 67 |
| 5    | Brésil       | Carmen de Oliveira | 34 min 24 s 63 |
| 6    | Îles Caïmans | Michelle Bush      | 34 min 41 s 67 |
| 7    | Équateur     | Teresa Paucar      | 35 min 21 s 71 |
| 8    | Mexique      | María Luisa Servín | 36 min 19 s 56 |

### Marathon
| Rang | Pays       | Athlète           | Temps           |
| ---- | ---------- | ----------------- | --------------- |
| 1    | Brésil     | Ivo Rodrigues     | 2 h 20 min 13 s |
| 2    | Costa Rica | Ronaldo Lanzoni   | 2 h 20 min 39 s |
| 3    | Porto Rico | Jorge González    | 2 h 21 min 14 s |
| 4    | États-Unis | Steve Benson      | 2 h 23 min 52 s |
| 5    | Mexique    | Joel Hernández    | 2 h 24 min 26 s |
| 6    | Haïti      | Dieudonné Lamothe | 2 h 26 min 16 s |
| 7    | Colombie   | Víctor Mora       | 2 h 33 min 11 s |
| 8    | Équateur   | José Jami         | 2 h 35 min 02 s |

| Rang | Pays       | Athlète           | Temps           |
| ---- | ---------- | ----------------- | --------------- |
| 1    | Mexique    | María Cárdeñas    | 2 h 52 min 06 s |
| 2    | États-Unis | Debbi Warner      | 2 h 54 min 49 s |
| 3    | Cuba       | Maribel Durruty   | 2 h 56 min 21 s |
| 4    | États-Unis | Kathy Molitar     | 2 h 59 min 58 s |
| 5    | Pérou      | Ena Guevara       | 3 h 01 min 04 s |
| 6    | Bolivie    | Nelly Chávez      | 3 h 02 min 48 s |
| 7    | Mexique    | Margarita Galicia | 3 h 03 min 01 s |

### 110 m haies/100 m haies
| Rang | Pays                   | Athlète           | Temps   |
| ---- | ---------------------- | ----------------- | ------- |
| 1    | Jamaïque               | Andrew Parker     | 13 s 82 |
| 2    | République dominicaine | Modesto Castillo  | 13 s 96 |
| 3    | Porto Rico             | Ernesto Torres    | 14 s 68 |
| 4    | Chili                  | George Biehl      | 14 s 89 |
| 5    | Salvador               | Mauricio Carranza | 15 s 72 |

| Rang | Pays       | Athlète             | Temps   |
| ---- | ---------- | ------------------- | ------- |
| 1    | États-Unis | LaVonna Martin      | 12 s 81 |
| 2    | États-Unis | Stephanie Hightower | 12 s 82 |
| 3    | Cuba       | Aliuska Lopez       | 12 s 91 |
| 4    | Équateur   | Nancy Vallecilla    | 13 s 20 |
| 5    | Cuba       | Odalys Adams        | 13 s 33 |
| 6    | Canada     | Karen Nelson        | 13 s 38 |

### 400 m haies
| Rang | Pays              | Athlète          | Temps   |
| ---- | ----------------- | ---------------- | ------- |
| 1    | Jamaïque          | Winthrop Graham  | 48 s 49 |
| 2    | États-Unis        | Kevin Young      | 48 s 74 |
| 3    | États-Unis        | David Patrick    | 49 s 47 |
| 4    | Canada            | John Graham      | 49 s 51 |
| 5    | Chili             | Pablo Squella    | 50 s 17 |
| 6    | Brésil            | Antônio Ferreira | 50 s 20 |
| 7    | Trinité-et-Tobago | Randy Cox        | 50 s 47 |
| 8    | Bahamas           | Greg Rolle       | 50 s 50 |

| Rang | Pays       | Athlète               | Temps   |
| ---- | ---------- | --------------------- | ------- |
| 1    | États-Unis | Judi Brown-King       | 54 s 23 |
| 2    | Jamaïque   | Sandra Farmer-Patrick | 54 s 59 |
| 3    | États-Unis | LaTanya Sheffield     | 56 s 15 |
| 4    | Cuba       | Tania Fernández       | 56 s 33 |
| 5    | Équateur   | Liliana Chalá         | 57 s 13 |
| 6    | Cuba       | Odalys Hernández      | 57 s 41 |
| 7    | Canada     | Dana Wright           | 57 s 50 |
| 8    | Canada     | Gwen Wall             | 58 s 82 |

### 3 000 m steeple
| Rang | Pays       | Athlète           | Temps          |
| ---- | ---------- | ----------------- | -------------- |
| 1    | Brésil     | Adaúto Domingues  | 8 min 23 s 26  |
| 2    | États-Unis | Henry Marsh       | 8 min 23 s 77  |
| 3    | États-Unis | Brian Abshire     | 8 min 27 s 30  |
| 4    | Chili      | Emilio Ulloa      | 8 min 37 s 80  |
| 5    | Uruguay    | Ricardo Vera      | 8 min 39 s 34  |
| 6    | Argentine  | Marcelo Cascabelo | 8 min 41 s 76  |
| 7    | Cuba       | Ramón Conde       | 8 min 43 s 78  |
| 8    | Paraguay   | Víctor Sánchez    | 10 min 13 s 72 |

### 10/20 km marche
| Rang | Pays       | Athlète              | Temps           |
| ---- | ---------- | -------------------- | --------------- |
| 1    | Mexique    | Carlos Mercenario    | 1 h 24 min 50 s |
| 2    | États-Unis | Tim Lewis            | 1 h 25 min 50 s |
| 3    | Colombie   | José Querubín Moreno | 1 h 27 min 08 s |
| 4    | Venezuela  | Carlos Ramones       | 1 h 29 min 36 s |
| 5    | États-Unis | Carl Schueler        | 1 h 29 min 53 s |
| 6    | Honduras   | Santiago Fonseca     | 1 h 30 min 48 s |
| 7    | Guam       | Víctor Alonzo        | 1 h 31 min 19 s |
| 8    | Canada     | Paul Turpin          | 1 h 33 min 58 s |

| Rang | Pays       | Athlète           | Temps       |
| ---- | ---------- | ----------------- | ----------- |
| 1    | Mexique    | María Colín       | 47 min 17 s |
| 2    | Canada     | Ann Peel          | 47 min 18 s |
| 3    | États-Unis | Maryanne Torrelas | 47 min 35 s |
| 4    | États-Unis | Lynn Weik         | 48 min 12 s |

### 50 km marche
| Rang | Pays     | Athlète         | Temps           |
| ---- | -------- | --------------- | --------------- |
| 1    | Mexique  | Martín Bermúdez | 3 h 58 min 54 s |
| 2    | Mexique  | Raul Gonzales   | 4 h 07 min 27 s |
| 3    | Colombie | Héctor Moreno   | 4 h 18 min 48 s |
| 4    | Guam     | Nelson Funes    | 4 h 49 min 53 s |

### Saut en hauteur
| Rang | Pays       | Athlète                | Hauteur |
| ---- | ---------- | ---------------------- | ------- |
| 1    | Cuba       | Javier Sotomayor       | 2,32 m  |
| 2    | Bahamas    | Troy Kemp              | 2,28 m  |
| 3    | États-Unis | Jerome Carter          | 2,28 m  |
| 4    | États-Unis | Lee Balkin             | 2,24 m  |
| 5    | Bermudes   | Clarence Nick Saunders | 2,20 m  |
| 6    | Bermudes   | Troy Glasgow           | 2,10 m  |

| Rang | Pays       | Athlète           | Hauteur |
| ---- | ---------- | ----------------- | ------- |
| 1    | États-Unis | Coleen Sommer     | 1,96 m  |
| 2    | Cuba       | Silvia Costa      | 1,92 m  |
| 3    | Jamaïque   | Mazel Thomas      | 1,88 m  |
| 4    | Brésil     | Orlane dos Santos | 1,88 m  |
| 5    | États-Unis | Phyllis Bluntson  | 1,84 m  |
| 6    | Mexique    | Cristina Fink     | 1,70 m  |

### Saut en longueur
| Rang | Pays               | Athlète         | Distance |
| ---- | ------------------ | --------------- | -------- |
| 1    | États-Unis         | Carl Lewis      | 8,75 m   |
| 2    | États-Unis         | Larry Myricks   | 8,58 m   |
| 3    | Cuba               | Jaime Jefferson | 8,51 m   |
| 4    | Antigua-et-Barbuda | Lester Benjamin | 8,01 m   |
| 5    | Mexique            | Carlos Casar    | 7,76 m   |
| 6    | Brésil             | Olivier Cadier  | 7,54 m   |
| 7    | Canada             | Ian James       | 7,52 m   |
| 8    | Porto Rico         | Rey Quiñones    | 7,46 m   |

| Rang | Pays               | Athlète           | Distance |
| ---- | ------------------ | ----------------- | -------- |
| 1    | États-Unis         | Jackie Joyner     | 7,45 m   |
| 2    | États-Unis         | Jennifer Inniss   | 6,85 m   |
| 3    | Cuba               | Eloina Echevarría | 6,42 m   |
| 4    | Jamaïque           | Cynthia Henry     | 6,38 m   |
| 5    | Porto Rico         | Madeline de Jesús | 6,28 m   |
| 6    | Antigua-et-Barbuda | Glen Marie David  | 5,60 m   |

### Triple saut
| Rang | Pays       | Athlète                    | Distance |
| ---- | ---------- | -------------------------- | -------- |
| 1    | États-Unis | Mike Conley                | 17,31 m  |
| 2    | États-Unis | Willie Banks               | 16,87 m  |
| 3    | Bahamas    | Frank Rutherford           | 16,68 m  |
| 4    | Canada     | Edrick Floréal             | 16,55 m  |
| 5    | Bahamas    | Steve Hanna                | 16,47 m  |
| 6    | Cuba       | Jorge Reyna                | 16,36 m  |
| 7    | Brésil     | Francisco dos Santos Filho | 16,19 m  |
| 8    | Porto Rico | Ernesto Torres             | 15,87 m  |

### Saut à la perche
| Rang | Pays       | Athlète            | Hauteur |
| ---- | ---------- | ------------------ | ------- |
| 1    | États-Unis | Mike Tully         | 5,71 m  |
| 2    | Cuba       | Ruben Camino       | 5,50 m  |
| 3    | États-Unis | Scott Davis        | 5,30 m  |
| 4    | Argentine  | Oscar Veit         | 4,90 m  |
| 5    | Colombie   | Miguel Saldarriaga | 4,70 m  |
| 6    | Argentine  | Fernando Pastoriza | 4,60 m  |

### Lancer du javelot
| Rang | Pays       | Athlète           | Distance |
| ---- | ---------- | ----------------- | -------- |
| 1    | États-Unis | Duncan Atwood     | 78,68 m  |
| 2    | Cuba       | Ramón Gonzalez    | 75,58 m  |
| 3    | Mexique    | Juan de la Garza  | 73,76 m  |
| 4    | États-Unis | Mark Babich       | 73,54 m  |
| 5    | Canada     | Michael Mahovlich | 69,70 m  |
| 6    | Colombie   | Luis Lucumí       | 68,06 m  |
| 7    | Grenade    | Trevor Modeste    | 64,12 m  |

| Rang | Pays       | Athlète             | Distance |
| ---- | ---------- | ------------------- | -------- |
| 1    | Cuba       | Ivonne Leal         | 63,70 m  |
| 2    | Cuba       | Maria-Caridad Colon | 61,66 m  |
| 3    | Venezuela  | Marieta Riera       | 57,10 m  |
| 4    | Brésil     | Sueli dos Santos    | 57,02 m  |
| 5    | Bahamas    | Laverne Eve         | 55,70 m  |
| 6    | États-Unis | Lynda Sutfin        | 54,64 m  |
| 7    | États-Unis | Cathie Wilson       | 52,74 m  |
| 8    | Canada     | Celine Chartrand    | 52,60 m  |

### Lancer du disque
| Rang | Pays       | Athlète             | Distance |
| ---- | ---------- | ------------------- | -------- |
| 1    | Cuba       | Luis Delis          | 67,14 m  |
| 2    | Bahamas    | Brad Cooper         | 64,56 m  |
| 3    | États-Unis | Randy Heisler       | 62,76 m  |
| 4    | Cuba       | Juan Martinez Brito | 62,56 m  |
| 5    | États-Unis | Art Burns           | 59,74 m  |
| 6    | Canada     | Ray Lazdins         | 58,96 m  |
| 7    | Brésil     | José de Souza       | 57,24 m  |
| 8    | Argentine  | Carlos Bryner       | 54,44 m  |

| Rang | Pays       | Athlète        | Distance |
| ---- | ---------- | -------------- | -------- |
| 1    | Cuba       | Maritza Martén | 65,58 m  |
| 2    | Cuba       | Hilda Ramos    | 61,34 m  |
| 3    | États-Unis | Connie Price   | 59,52 m  |
| 4    | Colombie   | María Urrutia  | 57,08 m  |
| 5    | États-Unis | Kelly Landry   | 53,68 m  |
| 6    | Équateur   | Luz Quiñones   | 41,92 m  |
| 7    | Pérou      | Elvira Yufra   | 41,72 m  |

### Lancer du poids
| Rang | Pays              | Athlète         | Distance |
| ---- | ----------------- | --------------- | -------- |
| 1    | Chili             | Gert Weil       | 20,21 m  |
| 2    | États-Unis        | Gregg Tafralis  | 20,17 m  |
| 3    | Cuba              | Paul Ruiz       | 18,86 m  |
| 4    | Brésil            | José de Souza   | 17,16 m  |
| 5    | Trinité-et-Tobago | James Dedier    | 16,57 m  |
| 6    | Porto Rico        | Samuel Crespo   | 16,54 m  |
| 7    | Argentine         | Carlos Bryner   | 14,03 m  |
| 8    | Salvador          | Jaime Comandari | 13,79 m  |

| Rang | Pays       | Athlète             | Distance |
| ---- | ---------- | ------------------- | -------- |
| 1    | États-Unis | Ramona Pagel        | 18,56 m  |
| 2    | Cuba       | María Sarría        | 18,12 m  |
| 3    | Cuba       | Belsis Laza         | 18,06 m  |
| 4    | Haïti      | Deborah Saint Phard | 16,58 m  |
| 5    | États-Unis | Pam Dukes           | 16,47 m  |
| 6    | Canada     | Melody Torcolacci   | 15,53 m  |
| 7    | Colombie   | María Urrutia       | 14,47 m  |

### Lancer du marteau
| Rang | Pays       | Athlète              | Distance |
| ---- | ---------- | -------------------- | -------- |
| 1    | États-Unis | Jud Logan            | 77,24    |
| 2    | Argentine  | Andrés Charadia      | 69,36 m  |
| 3    | Cuba       | Vicente Sánchez      | 66,02 m  |
| 4    | Brésil     | Pedro Rivail Attílio | 62,10 m  |
| 5    | Colombie   | David Castrillón     | 60,78 m  |

### 4 × 100 m relais
| Rang | Pays                        | Athlètes                                                          | Temps   |
| ---- | --------------------------- | ----------------------------------------------------------------- | ------- |
| 1    | États-Unis                  | Carl Lewis Lee McNeill Lee McRae Harvey Glance                    | 38 s 41 |
| 2    | Cuba                        | Andrés Simón Leandro Peñalver Maximo Sergio Querol Ricardo Chacón | 38 s 86 |
| 3    | Jamaïque                    | Raymond Stewart Andrew Smith Clive Wright John Mair               | 38 s 86 |
| 4    | Brésil                      |                                                                   | 39 s 85 |
| 5    | Îles Vierges des États-Unis |                                                                   | 40 s 51 |
| 6    | République dominicaine      |                                                                   | 40 s 53 |
| 7    | Belize                      |                                                                   | 48 s 70 |

| Rang | Pays                        | Athlètes                                                                          | Temps   |
| ---- | --------------------------- | --------------------------------------------------------------------------------- | ------- |
| 1    | États-Unis                  | Gail Devers Michelle Finn Gwen Torrence Sheila Echols                             | 42 s 91 |
| 2    | Cuba                        | Susana Armenteros Eusebia Riquelme Liliana Allen Aliuska López                    | 44 s 16 |
| 3    | Brésil                      | Claudileia Matos dos Santos Cleide Amaral Inês Antônia Ribeiro Sheila de Oliveira | 45 s 37 |
| 4    | Colombie                    |                                                                                   | 45 s 94 |
| 5    | Mexique                     |                                                                                   | 46 s 29 |
| 6    | Îles Vierges des États-Unis |                                                                                   | 48 s 08 |

### 4 × 400 m relais
| Rang | Pays               | Athlètes                                                        | Temps         |
| ---- | ------------------ | --------------------------------------------------------------- | ------------- |
| 1    | États-Unis         | Raymond Pierre Kevin Robinzine Roddie Haley Mark Rowe           | 2 min 59 s 54 |
| 2    | Cuba               | Agustín Pavó Lazaro Martínez Roberto Hernández Leandro Peñalver | 2 min 59 s 72 |
| 3    | Jamaïque           | Winthrop Graham Mark Senior Berris Long Devon Morris            | 3 min 03 s 57 |
| 4    | Brésil             |                                                                 | 3 min 08 s 21 |
| 5    | Venezuela          |                                                                 | 3 min 08 s 63 |
| 6    | Antigua-et-Barbuda |                                                                 | 3 min 10 s 84 |
| 7    | Bermudes           |                                                                 | 3 min 11 s 30 |
| 8    | Mexique            |                                                                 | 3 min 13 s 20 |

| Rang | Pays       | Athlètes                                                           | Temps         |
| ---- | ---------- | ------------------------------------------------------------------ | ------------- |
| 1    | États-Unis | Diane Dixon Rochelle Stevens Valerie Brisco-Hooks Denean Howard    | 3 min 23 s 35 |
| 2    | Canada     | Jillian Richardson Marita Payne Charmaine Crooks Molly Killingbeck | 3 min 29 s 18 |
| 3    | Jamaïque   | Sandie Richards Ilrey Oliver Vivienne Spence Cathy Rattray         | 3 min 29 s 50 |
| 4    | Cuba       |                                                                    | 3 min 29 s 70 |
| 5    | Équateur   |                                                                    | 3 min 49 s 74 |
| 6    | Uruguay    |                                                                    | 3 min 53 s 76 |

### Décathlon/Heptathlon
| Rang | Pays                      | Athlète          | Points    |
| ---- | ------------------------- | ---------------- | --------- |
| 1    | États-Unis                | Mike Gonzalez    | 7 649 pts |
| 2    | États-Unis                | Keith Robinson   | 7 573 pts |
| 3    | Canada                    | Gordon Orlikow   | 7 441 pts |
| 4    | Salvador                  | Santiago Mellado | 6 799 pts |
| 5    | Îles Vierges britanniques | Paul Hewlett     | 6 609 pts |
| 6    | Chili                     | George Biehl     | 6 361 pts |

| Rang | Pays       | Athlète             | Points    |
| ---- | ---------- | ------------------- | --------- |
| 1    | États-Unis | Cindy Greiner       | 6 184 pts |
| 2    | Canada     | Connie Polman-Tuin  | 5 862 pts |
| 3    | États-Unis | Jolanda Jones       | 5 823 pts |
| 4    | Canada     | Linda Spenst        | 5 688 pts |
| 5    | Cuba       | Hildelisa Despaigne | 5 371 pts |
| 6    | Chili      | Carmen Bezanilla    | 5 237 pts |